# Oparbella werneri
Oparbella werneri är en spindeldjursart som beskrevs av Roewer 1934. Oparbella werneri ingår i släktet Oparbella och familjen Solpugidae. Inga underarter finns listade i Catalogue of Life.